# Zueignungsabsicht
Zueignungsabsicht ist ein juristischer Fachbegriff, der die Absicht einer Person beschreibt, sich eine Sache wenigstens vorübergehend anzueignen bei gleichzeitigem Vorsatz, den Berechtigten um die Sache dauerhaft zu enteignen (siehe Diebstahl, Unterschlagung). Der Täter verfährt dabei mit einer fremden Sache so, als ob sie ihm gehörte, maßt sich also die Stellung des Eigentümers an. Dass er „sich wie der Herr der Sache benimmt“, umschreibt die lateinische Phrase Se ut dominum gerere.
Der Begriff der Zueignung wird gemeinhin in zwei Komponenten unterteilt, die zur Bejahung der subjektiven Tatbestandsmäßigkeit beide erfüllt sein müssen:

## Aneignungskomponente (positive Komponente)
- Aneignung bedeutet die Einverleibung in das Tätervermögen oder in das Vermögen eines Dritten.
- Als Vorsatzform ist für die Aneignungskomponente dolus directus ersten Grades erforderlich. Dem Täter muss es gerade darauf ankommen, sich oder einem Dritten die Sache anzueignen.
- Ausreichend ist, wenn die Aneignungsabsicht auf eine nur vorübergehende Einverleibung der Sache gerichtet ist.

Beachte: Bei der Aneignungskomponente findet die Abgrenzung zwischen Diebstahl bzw. Raub einerseits zur Sachbeschädigung bzw. strafloser Sachentziehung statt:
Die Aneignungskomponente fehlt, wenn der Täter eine Sache wegnimmt, nur um sie zu zerstören, wegzuwerfen oder beiseitezuschaffen. Dies gilt unabhängig davon, ob der Täter die Sache an Ort und Stelle vernichten will oder ob er sie mitnimmt, um sie (ohne sie sich vorübergehend einverleiben zu wollen) an einem sicheren Ort zu vernichten oder wegzuwerfen.
Ausnahme: Die beabsichtigte Zerstörung einer Sache kann aber ausnahmsweise die Aneignungskomponente begründen, wenn der Täter gerade durch die Zerstörung den wirtschaftlichen Wert der Sache erlangen will (Fälle des Verbrauchs wie z. B. der Verzehr fremder Speisen).

## Enteignungskomponente (negative Komponente)
- Enteignung bedeutet die Verdrängung des Berechtigten aus seiner wirtschaftlichen oder dinglichen Position an der Sache.
- Als Vorsatzform reicht für die Enteignungskomponente dolus eventualis aus (der Täter muss ernstlich damit rechnen und sich damit abfinden, dass der Berechtigte enteignet wird).
- Erforderlich ist, dass der Enteignungswille auf eine dauerhafte Verdrängung des Berechtigten aus seiner wirtschaftlichen oder dinglichen Position gerichtet ist.

Beachte:
Bei der Enteignungskomponente findet die Abgrenzung zwischen Diebstahl und Raub einerseits zur Gebrauchsanmaßung andererseits statt, die nur in den Fällen der §§ 248b, 290 StGB strafbar ist. Die Enteignungskomponente fehlt, wenn der Täter mit Rückführungswillen handelt.
Man unterscheidet regelmäßig zwischen der Enteignung der Sache selbst und Enteignung eines der Sache innewohnenden Sachwertes (lucrum ex re).
Hier werden zwei unterschiedliche Theorien herangezogen, um zu bestimmen, ob eine Enteignung vorliegt: zum einen die Substanztheorie und zum anderen die Sachwerttheorie.

## Beachte zum Rückführungswillen
Besonders problematisch sind solche Fälle, in denen der Täter mit Rückführungswillen bzgl. der weggenommenen Sache handelt. Dieser schließt nämlich nicht automatisch den Enteignungsvorsatz aus:
1. Ein die Enteignungskomponente ausschließender Rückführungswille liegt nur vor, wenn der Berechtigte die Sache innerhalb angemessener Frist (aus der Sicht des Opfers darf sich der Verlust nicht als endgültig darstellen) und ohne ins Gewicht fallende Wertminderung zurückerhalten soll.
Bsp.: „Crashkid“ nimmt einen Wagen, um damit Unfälle zu bauen.
2. Ein Rückführungswille, verstanden als der Wille, den Berechtigten in seine wirtschaftliche Position an der Sache zurückzusetzen, setzt voraus, dass der Berechtigte die Sache als Berechtigter zurückerhalten soll.
Die Rückführung muss also unter Anerkennung und darf nicht unter Leugnung des fremden Eigentums erfolgen.
Bsp.: T möchte dem Berechtigten die Sache am nächsten Tag verkaufen.
3. Der Rückführungswille fehlt, wenn der Berechtigte zwar die Sachsubstanz, nicht aber den in der Sache unmittelbar selbst verkörperten Sachwert (sog. lucrum ex re) zurückerhalten soll.
Bsp.: T nimmt das Sparbuch des O, hebt das Geld ab und gibt dem O das Sparbuch zurück.
4. Da für die Enteignungskomponente dolus eventualis genügt, fehlt der Rückführungswille bereits dann, wenn der Täter ernstlich damit rechnet und sich damit abfindet, dass der Berechtigte die Sache nicht zurückerhält.
Bsp.: T lässt das Auto des O nach der Benutzung im Wald zurück.
5. Für das Vorliegen der Zueignungsabsicht und damit auch für die Frage des Rückführungswillens ist allein die Vorstellung des Täters im Zeitpunkt der Wegnahme entscheidend.

## Rechtswidrigkeit der erstrebten Zueignung
Die erstrebte Zueignung muss rechtswidrig sein. Das bedeutet, sie muss der materiellen Eigentumsordnung zuwiderlaufen. In diesem Zusammenhang wird häufig definiert, die Rechtswidrigkeit der Zueignung entfalle, wenn der Täter einen Anspruch auf Herausgabe bzw. Übereignung der weggenommenen Sache hat. Diese Definition ist jedoch nicht hinreichend, denn es kommen zur Rechtfertigung der (erstrebten) Zueignung die allgemeinen Rechtfertigungsgründe (z. B. Notstand) in Betracht.
Darüber hinaus ist dann zu prüfen, ob dem Täter ein fälliger, einredefreier Speziesanspruch (!) auf die Sache zustand. Bei Gattungsschulden entfällt die Rechtswidrigkeit der erstrebten Zueignung ebenso wenig wie bei einredebehafteten Speziesforderungen. Die Behandlung von Geldschulden in diesem Zusammenhang ist umstritten: Während zahlreiche Autoren auf der Eigenschaft als Gattungsschuld bestehen, sehen andere angesichts der beliebigen Austauschbarkeit von Geldstücken die „Wertsumme“ als entscheidend an und verneinen damit die Rechtswidrigkeit bei erstrebter Zueignung von Geld. Jedoch führt auch die erstgenannte Ansicht in der Mehrheit solcher Fälle zur Straflosigkeit des Täters. Dieser kann nämlich als Laie in der Regel nicht wissen, dass er sich den ihm zivilrechtlich zustehenden Geldbetrag nicht zueignen darf, weshalb er einem Tatbestandsirrtum unterliegt und damit sein Vorsatz bezüglich der Rechtswidrigkeit entfällt.

## Vorsatz bzgl. der Rechtswidrigkeit der erstrebten Zueignung
Schließlich reicht es nicht aus, wenn die erstrebte Zueignung bloß objektiv rechtswidrig ist. Vielmehr muss der Täter diesbezüglich auch Vorsatz (Eventualvorsatz genügt) aufweisen.

## Rechtswidrigkeit und Schuld
Schließlich ist – wie bei jedem Delikt – die (allgemeine) Rechtswidrigkeit sowie die Schuld Voraussetzung. Unter „Rechtswidrigkeit“ ist dann eine mögliche Rechtfertigung der Wegnahme zu prüfen, die nicht mit der (im subjektiven Tatbestand zu verortenden) möglichen Rechtmäßigkeit der erstrebten Zueignung zu verwechseln ist.